# Mahala
Mahala è un villaggio nella municipalità di Kalesija, nel Cantone di Tuzla in Bosnia ed Erzegovina.